# Рябков, Григорий Александрович
Рябков Григорий Александрович (12 марта 1912, с. Окрутово, Смоленская губерния — 4 апреля 1975, Новгород) — советский государственный и партийный деятель. Член ВКП(б) с 1931 года.

## Образование
Окончил 4 класса начальной школы (1924), Боровичское педагогическое училище, Ленинградский коммунистический университет имени И. В. Сталина (1934-1934), Высшую партийную школу при ЦК КПСС (заочно).

## Послужной список
- 1927 — вступил в сельскохозяйственную коммуну «Труд», через три года как активист был выдвинут на культурно-пропагандистскую работу;
- август 1931 — возглавил комитет ВЛКСМ;
- 1932—1934 секретарь Монастырщинского районного комитета комсомола;
- 1934—1936 — слушатель комвуза им. И. В. Сталина в Ленинграде;
- 1936-1938 директор МТС в Уторгошском районе Ленинградской области;
- май 1938 — 1939 — секретарь по кадрам Уторгошского районного комитета ВКП(б);
- 1939 — сентябрь 1940 второй секретарь Уторгошского районного комитета ВКП(б);
- сентябрь 1940 — июль 1941 первый секретарь Уторгошского районного комитета ВКП(б).

С 23.07.1941 по 23.02.1944 на военной службе:
- июль 1941 — комиссар партизанского отряда 2-й Ленинградской партизанской бригады;
- ноябрь 1941 — комиссар отряда «Ворошиловец» 2-й Ленинградской партизанской бригады;
- ноябрь 1942 — август 1943 — руководитель Лужского межрайонного подпольного центра № 8 (Ленинградская область);
- сентябрь 1943 — февраль 1944 — помощник уполномоченного по кадрам Оперативной группы Ленинградского Штаба партизанского движения на Волховском фронте.

Дальнейшая трудовая деятельность:
- 1944—1947 — первый секретарь Уторгошского районного комитета ВКП(б);
- 1947—1950 — первый секретарь Мошенского районного комитета ВКП(б);
- 1953—1954 — первый секретарь Новгородского районного комитета КПСС;
- 1953 — заместитель начальника Новгородского областного Управления сельского хозяйства и заготовок;
- март 1954 — июль 1959 — второй секретарь Новгородского областного комитета КПСС;
- 27.07.1959 — март 1961 — председатель Исполнительного комитета Новгородского областного Совета.

С 10 марта 1961 г. на пенсии. Умер 4 апреля 1975 года. Похоронен на Западном кладбище Великого Новгорода.

## Награды
Ордена Красного Знамени, Отечественной Войны I степени, Красной Звезды, медалями «За оборону Ленинграда», «Партизану Отечественной войны» 1-й степени, «За победу над Германией в Великой Отечественной войне 1941—1945 гг.», «За доблестный труд в Великой Отечественной войне 1941—1945 гг.», «За трудовую доблесть».